# テキサスの狙撃兵の誤謬
テキサスの狙撃兵の誤謬（テキサスのそげきへいのごびゅう、英語: Texas sharpshooter fallacy）は、データの違いを無視して類似性を強調することにより、誤った結論が推測されるという非形式的誤謬である。この誤謬は、（統計学における）多重比較問題や（認知心理学における）アポフェニアを哲学または修辞学に適用したものである。実際には存在しないところにパターンを読み取る人間の認知の傾向を指す、クラスター錯覚に関連する。
この名前は、納屋の壁に向かって何発も発砲した後で、最も弾痕が集中した箇所に標的を描き、自分は狙撃兵（射撃の名手）だと主張するテキサス人がいたというジョークから来ている。

## 構造

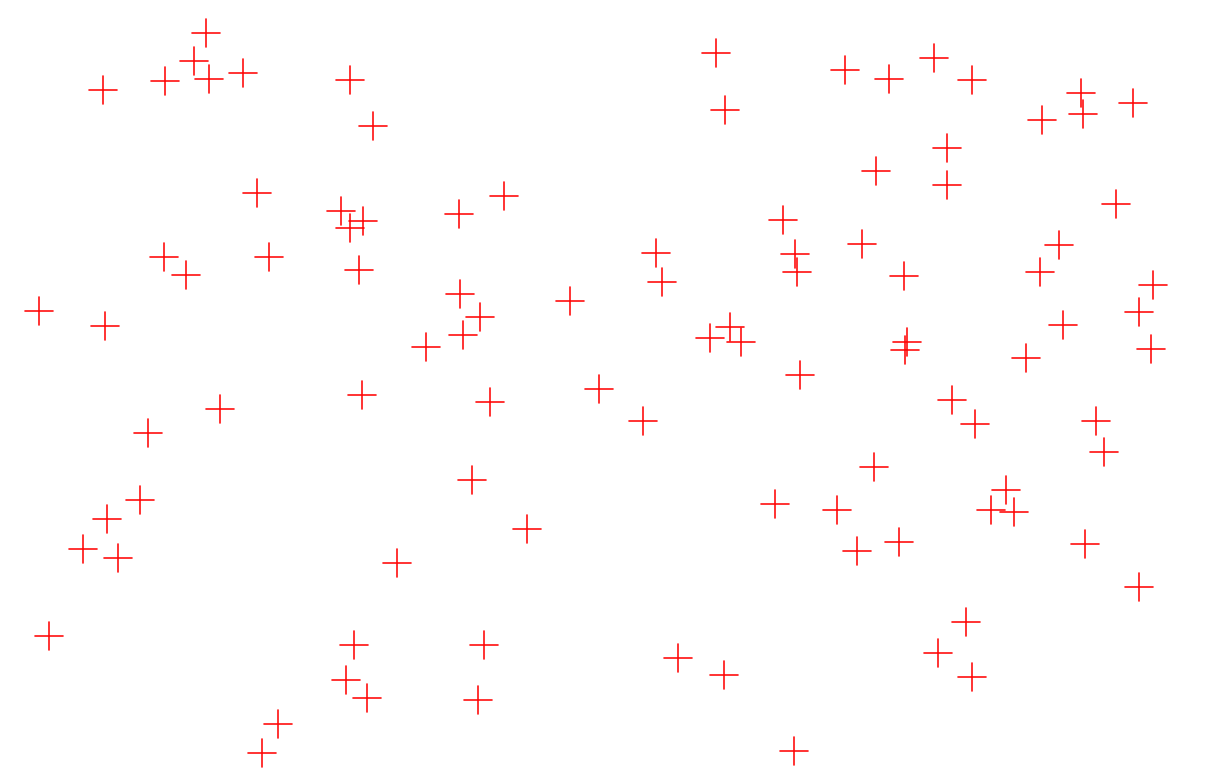
ランダムに生成した100個の座標を散布図に表示したもの。点の分布を子細に見ていけば、それらしいパターンは簡単に発見できる。特に、ランダムなデータポイントは均等に散らばらずにクラスタ化されるため、何らかの潜在的な原因によって作られた「ホットスポット」があるという印象を与える。

テキサスの狙撃兵の誤謬は、自由に処理できる大量のデータを持っている人が、そのデータの小さな部分集合のみに焦点を当てることによって生じることが多い。その部分集合内の全ての要素に何らかの共通の特性（相関を問題にする場合には共通の特性の対）を与える因子は、ほかにも存在しうる。大きなデータの中に何らかの共通の特性を持った何らかの部分集合がみられる尤度を、実際の原因以外の因子によって説明しようとするなら、その人はテキサスの狙撃兵の誤謬を犯している可能性が高い。
この誤謬は、データの収集に先立って特定の仮説を立てないことや、データが既に収集され検査された後にのみ仮説の策定を行うことが特徴である。従って、データを調べる前に問題の特定の関係を事前に予測していた場合は普通適用されない。例えば、情報を調べる前に、特定の関係をともなう特定の物理的メカニズムを念頭に置いてもよい。その情報を使用して、そのメカニズムの存在を支持するか疑問を投げかけることができる。あるいは、元の情報と同じプロセスを使用して追加の情報を生成できる場合は、元の情報を使用して仮説を構築し、新しいデータで仮説を検証することができる（仮説検定を参照）。してはいけないことは、仮説を構築するのと、その仮説を検証するのに、「同じ」情報を使用することである（データに示唆された仮説の検証を参照）。これは、テキサスの狙撃兵の誤謬につながる。

## 例
- 1992年、スウェーデンで、電力線が何らかの健康上の悪影響を引き起すかどうか（英語版）の調査が行われた。研究者らは、高圧電線から300m以内に25年以上住んでいる全ての人を調査し、800以上の病気の発生率が統計的に有意に上昇しているかどうかを確認した。この調査によると、電力線に最も近いところに住む人々の間では、小児白血病の発生率は4倍であり、これによりスウェーデン政府に対策を求める声が高まった[6]。しかしこの結論の問題点は、800以上という多数の病気を調査対象としたため、少なくとも1つの病気について、純粋な偶然によって統計的な有意差が出現する確率が高くなってしまうという点にあった。すなわち、多重比較問題である。その後の研究では、電力線と小児白血病との間には因果関係も相関関係すらも示されなかった[7]。
- 特定の行動特性を引き起こす遺伝子を見つけることを目的とした研究は、問題の形質を持つ人々のサンプルを採取し、それらを統制群と比較し、統制群よりも研究群の間でより一般的な遺伝子を探すことによって通常行われる。この方法には欠陥がある。なぜなら、ヒトゲノムには何千もの遺伝子が存在しており、ある群で他の群よりも共通する遺伝子が偶然に存在する可能性が非常に高いからである[8]。

### 翻訳と解釈
- この誤謬は、ノストラダムスの四行詩の現代の解釈（いわゆるノストラダムスの大予言）によく見られる。ノストラダムスの四行詩は、しばしば元の古フランス語から、その歴史的文脈を無視して自由に翻訳され、事件が実際に起こった後で、ノストラダムスが現代のある出来事を予測したという結論を支持するために適用された[9]。

### 文学
スタニスワフ・レムのSF小説『枯草熱』(Katar)は、テキサスの狙撃兵の誤謬を重要なプロットポイントとして利用した。同作では、さながら原子が確率論的法則に従って衝突を起こすように、多数の人間がランダムな行動を取った結果として一連の事件が起きる（科学小説における同様の概念については、アイザック・アシモフのファウンデーションシリーズにおける「心理歴史学」を参照）。誤謬の例は、この概念を説明するために使用されており、不可能性がより高いレベルにとどめられている。1つの例では、狙撃手からは見えないトランプに止まっている3匹のハエを1つの弾丸が撃ち抜く確率、すなわち、1つの弾丸が3匹のハエの体を貫通すると同時にトランプの文字の1つを貫通する確率が挙げられている。この極端なケースでは、発生確率は火災の量の派生として表される。

### 関連する誤謬
- 虚偽の原因の誤謬
- en:Correlative based fallacies
- ムービング・ゴールポスト - 反対の結論を得るために使用される関連の錯誤
- 前後即因果の誤謬